# Sierksdorf
Sierksdorf – gmina w Niemczech w kraju związkowym Szlezwik-Holsztyn, w powiecie Ostholstein, wchodzi w skład urzędu Ostholstein-Mitte. W promieniu około 3 kilometrów znajduje się miejscowość Neustadt. W samej miejscowości Sierksdorf możemy znaleźć między innymi park rozrywki Hansa Park, jeden z największych i najbardziej rozwojowych parków w Europie oraz Banana Museum czyli muzeum bananów.
W gminie na powierzchni 46 hektarów znajduje się park rozrywki Hansa Park, z ponad 125 atrakcjami, w tym 35 obiektami lunaparkowymi (np. kilka rollercoasterów i zjeżdżalni wodnych). Największą atrakcją parku jest kolejka górska Der Schwur des Kärnan (przysięga Kärnan) o wysokości 73 m, co plasuje ją na czwartym miejscu wśród najwyższych kolejek w Europie. Park nawiązuje do historii średniowiecznej Hanzy - związku kupieckiego zrzeszającego miasta Europy w celu zapewnienia swobody żeglugi morskiej i handlu. Ekspozycja podzielona jest tematycznie na części o nazwach: Kraina Wikingów, Kraina Dzieci, Dreszczyk Emocji, czy Super Splash. W każdym z tych miejsc znajdują się parki linowe, karuzele, kino 4D, rejsy łódką, place zabaw, na których dzieci mogą eksplorować jaskinie, bujać się na linach i szaleć po drzewach. W Hansa Parku odbywają się również liczne pokazy teatralne, kinowe, magiczne, cyrkowe i multimedialne.